# Кучиля де Аедо
Кучиля де Аедо (на испански: Cuchilla de Haedo) е възвишение в най-южната част на Бразилското плато, разположено в северозападната част на Уругвай и в крайната южна част на Бразилия.
Явява се източния висок край на лавовото плато Парана, стръмно спускащо се на изток към равнината в горното течение на река Рио Негро. Максималната му височина е 420 m.
От него на запад водят началото си реките Куараи, Арапей, Кегуай Гранде и др., леви притоци на река Уругвай, а на югоизток – река Токуаремо и др., десни притоци на Рио Негро.
На платото Парана и на равнините на изток от възвишението е развита субтропична тревиста савана (кампос лимпос), а по източните, стръмни склонове – вечнозелени и листопадни дървета и храсти.